# سونيه
سونيه هي مغنية كورية جنوبية ولدت في 12 أغسطس 1989.